# Koldo Álvarez
Koldo Álvarez (* 4. September 1970 in Vitoria im spanischen Baskenland; eigentlich Jesús Luís Alvárez de Eulate) ist ein ehemaliger andorranischer Fußballtorhüter baskischer Herkunft. Seit Februar 2010 ist er Cheftrainer der andorranischen Nationalmannschaft.

## Karriere
Alvárez begann seine Karriere in seiner Geburtsstadt bei CD Aurrerá de Vitoria. Von dort ging es über Atlético Madrid, CD Toledo und UD Salamanca 1994 nach Andorra zum FC Andorra, wo er mit einem kurzen Gastspiel bei CF Balaguer bis zu seinem Karriereende blieb. Für die Nationalmannschaft Andorras hütete er 78 mal das Tor und gehört damit zu den Spielern mit den meisten Einsätzen für Andorra. Sein letztes Spiel für sein Land bestritt er am 10. Juni 2009 gegen England. Bei den Golden Player Awards im Jahr 2003  wurde Koldo vom andorranischen Fußballverband zum besten Spieler der letzten 50 Jahre gewählt. Nach seinem Karriereende entschloss Koldo sich, als Trainer weiterzuarbeiten, 2010 wurde er Trainer der andorranischen Nationalmannschaft und ersetzte David Rodrigo.